# Dwór w Uciechowie
Dwór w Uciechowie – zabytkowy dwór wybudowany w 1593 r., w miejscowości Uciechów - we wsi w Polsce, w województwie dolnośląskim, w powiecie dzierżoniowskim, w gminie Dzierżoniów.

## Historia
Zabytek wybudowany na planie prostokąta, nakryty dachem naczółkowym jest częścią zespołu dworskiego, w skład którego wchodzą jeszcze: park krajobrazowy z końca XVII w., zmiany w XVIII w. oraz zabudowania gospodarcze wokół dziedzińca: trzy oficyny mieszkalne, trzy obory i stodoła.